# Bielorrusia en los Juegos Paralímpicos de Vancouver 2010
Bielorrusia estuvo representada en los Juegos Paralímpicos de Vancouver 2010 por nueve deportistas, seis hombres y tres mujeres.

## Medallistas
El equipo paralímpico bielorruso obtuvo las siguientes medallas:
| Nombre                                               | Deporte        | Evento                                         |
| ---------------------------------------------------- | -------------- | ---------------------------------------------- |
| Oro                                                  |                |                                                |
| Liudmila Vauchok                                     | Esquí de fondo | 5 km sentado femenino                          |
| Liudmila Vauchok                                     | Esquí de fondo | 10 km sentado femenino                         |
| Plata                                                |                |                                                |
| —                                                    |                |                                                |
| Bronce                                               |                |                                                |
| Vasili Shaptsiaboi                                   | Biatlón        | 3 km persecución discapacidad visual masculino |
| Liudmila Vauchok                                     | Esquí de fondo | 1 km velocidad sentado femenino                |
| Yadviha Skorabahataya                                | Esquí de fondo | 15 km discapacidad visual femenino             |
| Yadviha Skorabahataya Larysa Varona Liudmila Vauchok | Esquí de fondo | 3 × 2,5 km clase abierta femenino              |
| Larysa Varona                                        | Esquí de fondo | 5 km de pie femenino                           |
| Dzmitry Loban                                        | Esquí de fondo | 10 km sentado masculino                        |
| Vasili Shaptsiaboi                                   | Esquí de fondo | 20 km discapacidad visual masculino            |